# Signe & Hjördis
Signe & Hjördis är en svensk musikduo bestående av systrarna Signe Gunhild Margareta Bornemark, född 28 juni 2006, och Hjördis Adelina Sofia Bornemark, född 29 januari 2004.
De är döttrar till Dan Bornemark och Annika Bornemark och barnbarn till Gullan Bornemark. Sedan barnsben har de medverkat på sin fars och farmors barnskivor, som Typ (2017) och Mina egna favoriter (2018).
I Melodifestivalen 2023 tävlade duon i den fjärde deltävlingen med låten "Edelweiss" som skrivits av Myra Granberg, Jimmy Jansson och Anderz Wrethov. De slutade på en sjätte plats.
De är uppväxta i Kullabygden i Skåne och går på de musikinriktade gymnasierna Lars-Erik Larsson-gymnasiet i Lund respektive Malmö latinskola.